# Hiromi Kawabata
Hiromi Kawabata (23 de março de 1979) é uma ex-basquetebolista profissional japonesa.

## Carreira
Hiromi Kawabata integrou a Seleção Japonesa de Basquetebol Feminino, em Atenas 2004, que terminou na décima posição.